# 알렉산드라 파블로브나 라시스키 황녀

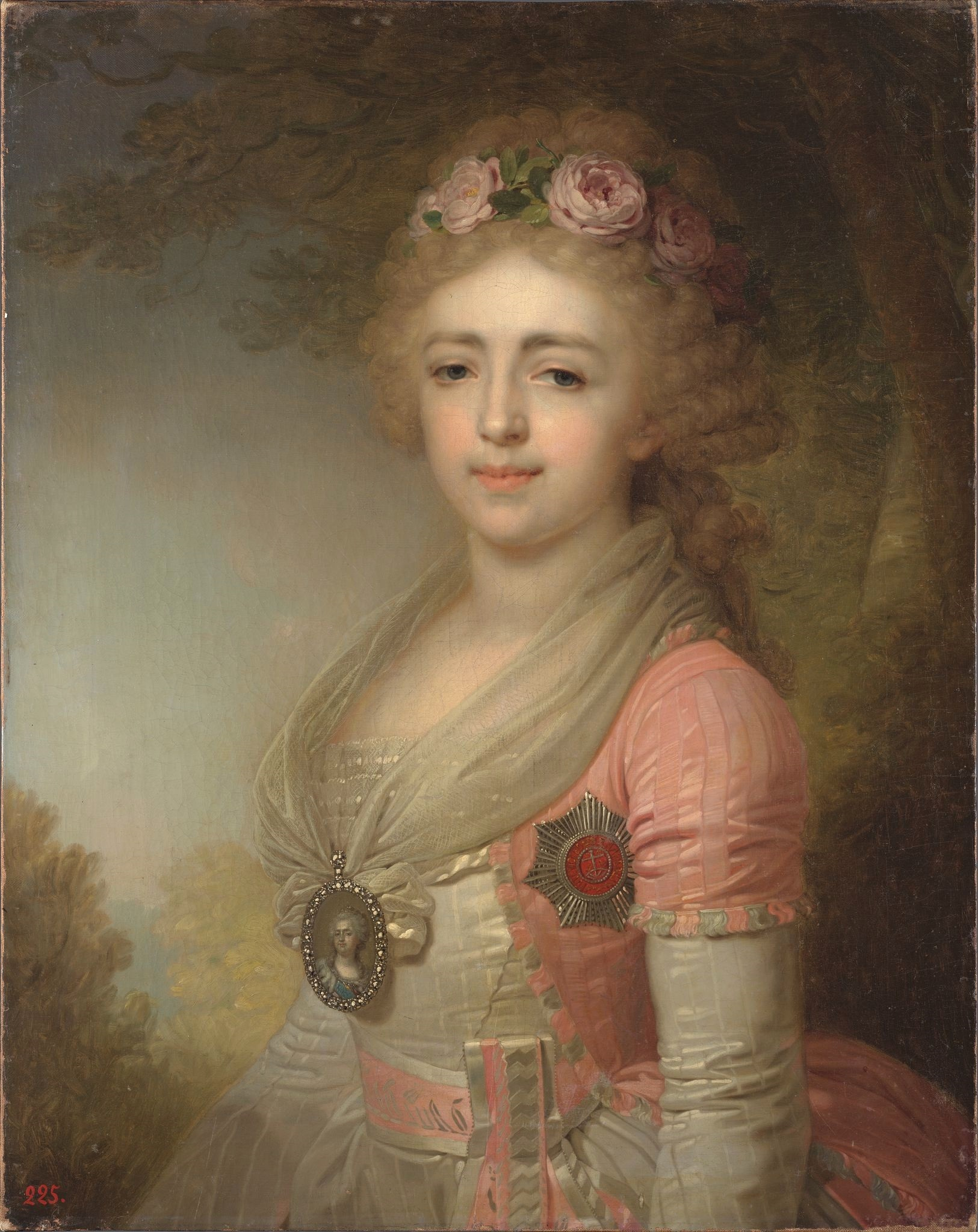
알렉산드라 파블로브나

알렉산드라 파블로브나(러시아어: Александра Павловна, 1783년 8월 9일 ~ 1801년 3월 16일)는 오스트리아 대공 요제프 안톤 요한의 아내이다.

## 생애
알렉산드라는 러시아 황제 파벨 1세와 마리아 표도로브나의 장녀로 상트페테르부르크에서 태어났다. 그녀의 할머니 예카테리나 2세는 손녀의 신랑감으로 스웨덴의 국왕 구스타프 4세를 점찍었고, 1796년 러시아에 온 구스타프 4세는 알렉산드라와 사랑에 빠졌다. 두 사람의 결혼은 곧 성사될 것처럼 보였으나 러시아 정교회인 알렉산드라의 개신교 개종 문제를 둘러싸고 최종적으로 결렬되었다. 그로부터 3년 뒤인 1799년 파벨 1세는 오스트리아 및 프로이센과의 동맹을 강화할 필요성을 느꼈고, 그를 위해 딸을 오스트리아의 대공과 결혼시키기로 결정했다. 알렉산드라는 같은 해 10월 30일 부다페스트에서 요제프 안톤 요한과 결혼했으나 그녀는 여전히 러시아 정교회를 믿었기에 오스트리아 궁정에서 환영받지 못했다. 특히 동서인 마리아 테레지아와 사이가 소원했다. 알렉산드라는 1801년 딸 알렉산드리네를 낳고 사망했으며 그녀의 남편은 그 후로 두 번 더 결혼했다.

## 가족관계
- 할아버지 : 표트르 3세
- 할머니 : 예카테리나 2세
- 아버지 : 파벨 1세
- 어머니 : 마리아 표도로브나
  - 오빠 : 알렉산드르 1세
  - 오빠 : 콘스탄틴
  - 여동생 : 엘레나 파블로브나
  - 여동생 : 마리아 파블로브나
  - 여동생 : 예카테리나 파블로브나
  - 여동생 : 올가 파블로브나
  - 여동생 : 안나 파블로브나
  - 남동생 : 니콜라이 1세
  - 남동생 : 미하일 파블로비치
- 남편 : 요제프 안톤 요한
  - 딸 : 알렉산드리네
- 시아주버니 : 프란츠 2세